# Tomasz Frankowski
Tomasz Frankowski (sinh ngày 16 tháng 8 năm 1974) là một cầu thủ bóng đá người Ba Lan.

## Đội tuyển bóng đá quốc gia Ba Lan
Tomasz Frankowski thi đấu cho đội tuyển bóng đá quốc gia Ba Lan từ năm 1999-2006.

## Thống kê sự nghiệp
| Đội tuyển bóng đá Ba Lan | Đội tuyển bóng đá Ba Lan | Đội tuyển bóng đá Ba Lan |
| Năm                      | Trận                     | Bàn                      |
| ------------------------ | ------------------------ | ------------------------ |
| 1999                     | 2                        | 0                        |
| 2000                     | 2                        | 1                        |
| 2001                     | 0                        | 0                        |
| 2002                     | 0                        | 0                        |
| 2003                     | 0                        | 0                        |
| 2004                     | 3                        | 2                        |
| 2005                     | 10                       | 7                        |
| 2006                     | 5                        | 0                        |
| Tổng cộng                | 22                       | 10                       |